# Paralía Asínis
 (juin 2025).
Paralía Asínis (grec moderne : Παραλία Ασίνης) est une localité située dans le dème des Naupliens, dans le district régional d'Argolide, dans la périphérie du Péloponnèse, en Grèce.
Selon le recensement de 2021, elle compte 31 habitants.